# Marnate
Marnate est une commune italienne d'environ 7 200 habitants située dans la province de Varèse dans la région Lombardie dans le nord de l'Italie.

## Toponyme
Provient du nom latin Marinus avec l'ajout du suffixe génitif -ate.

## Administration
| Période                                  | Période  | Identité         | Étiquette | Qualité |
| ---------------------------------------- | -------- | ---------------- | --------- | ------- |
| 8/6/2009                                 | En cours | Celestino Cerana |           |         |
| Les données manquantes sont à compléter. |          |                  |           |         |

### Hameaux
Nizzolina